# Sven Clement
Pour les articles homonymes, voir Clement.
Sven Clement, né le 19 janvier 1989, est un homme politique luxembourgeois, président et cofondateur du Parti pirate (PPLU).
Il possède un diplôme en informatique de l'Université de Sarrebruck et est un des deux députés du Parti pirate luxembourgeois dans la Chambre des Députés.
Avec son collègue, Jerry Weyer, il dirige une société de conseil en communication numérique, Clement & Weyer Consulting sàrl, qui est également impliquée dans d'autres sociétés.

## Carrière politique
Pendant ses études, Sven Clement était membre du parti socialiste luxembourgeois (LSAP). Cependant, il a quitté le parti après les élections législatives de 2009. En 2010, il a été élu avec 3 autres candidats du Parti Pirate au Parlement étudiant (AStA) de l'Université de la Sarre et était responsable pour les volets de la "Grande Région" (UGR), des transports publics et de la coopération internationale. Sven Clement a été président de l'AStA à Sarrebruck de juillet 2012 à juillet 2014.
En 2009, il devient un des membres fondateurs et premier président du Parti pirate luxembourgeois. Il était président du parti de 2009 jusqu'en 2018. Aux élections législatives du 14 octobre 2018, il était le premier candidat du Parti pirate dans la circonscription du Centre et a été élu comme l'un des deux membres du parti à la Chambre des députés. Aujourd'hui, il est président d'honneur du parti.

## Affaire Medicoleak
Après une plainte pour vol de données du ministre de la Justice de l'époque, François Biltgen, une perquisition a été effectuée chez Sven Clement en avril 2012 dans le cadre de l'affaire dite Medicoleak. Deux MacBook, deux iPhones et un iPad ont été confisqués. Le 16 octobre 2014, il a été condamné à 500 euros d'amende pour vol de données internes et piratage.

## "Arrêt Clément"
Lorsque le groupe RTL a annoncé en 2019 qu'il allait délocaliser une partie de ses activités du Luxembourg vers l'Allemagne, le député Sven Clement a demandé au Premier ministre et ministre des Médias, Xavier Bettel, de lire l'accord entre RTL et le Luxembourg. Le 12 novembre 2019, le Premier ministre a déclaré qu'il ne pouvait pas donner accès au contrat en raison d'une clause de confidentialité. Sven Clement s'est alors adressé au tribunal administratif. En première instance, le tribunal administratif s'est déclaré incompétent et l'affaire a été renvoyée devant la Cour administrative. La Cour a dit pour droit le 26/01/2021 (n° 44997C) que dans le cadre de leur fonction de contrôle vis-à-vis du gouvernement, les députés doivent avoir le droit de lire tous les contrats entre l'État et des tiers. Cette décision a fait grand bruit dans les médias et au Parlement.

## Affaire Malt
Dans le cadre de l’affaire MALT, Sven Clement, cofondateur du Parti pirate luxembourgeois, a révélé avoir fait l’objet de perquisitions à son domicile, tout comme d'autres membres de son parti, sur ordre du Parquet européen. L’enquête porte sur le développement d’une application linguistique destinée aux réfugiés syriens, confié à la société Clement&Weyer — dont il est cofondateur — par le Parti pirate, à la suite d’un appel d’offres de l’Office national de l’accueil. Des irrégularités dans les factures et une demande de remboursement de 96 000 euros ont conduit à une crise interne, marquée par des départs massifs au sein du parti. Sven Clement affirme avoir pleinement coopéré avec les autorités.

## Vie privée
Sven Clement est marié et père d'une fille.